# Itame tephraria
Itame tephraria là một loài bướm đêm trong họ Geometridae.